# Type 052 (lớp tàu khu trục)
Tàu khu trục lớp Type 052 (định danh NATO là Luhu - Lữ Hộ) là lớp tàu khu trục tên lửa tự hành đa nhiệm hiện đại đầu tiên của Trung Quốc. Lớp này có 2 tàu mang số hiệu 112 và 113. Bắt đầu được đưa vào phục vụ từ năm 1994, đến năm 2011 cả hai đã được nâng cấp đáng kể về vũ khí.

## Lịch sử phát triển

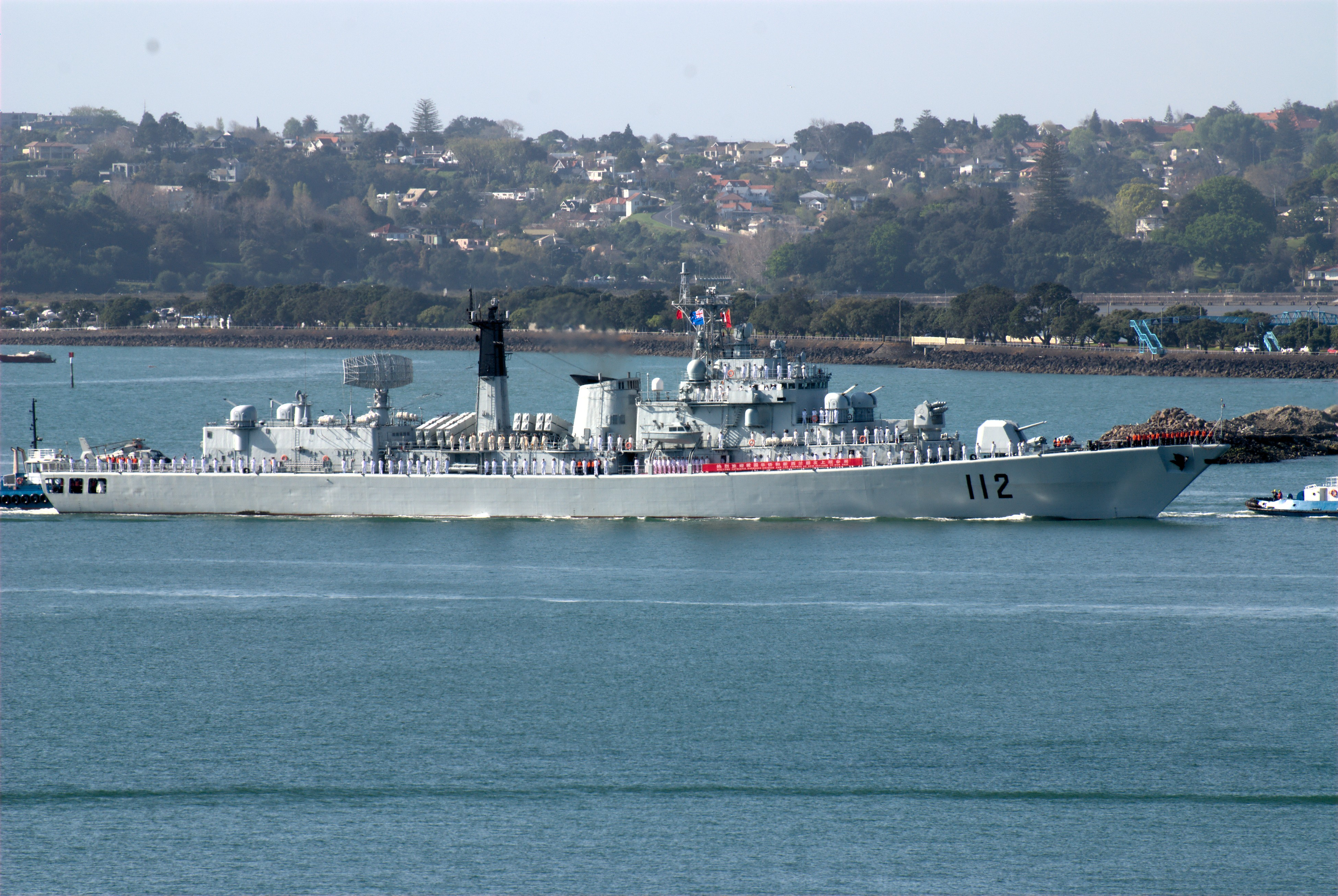
Tàu Cáp Nhĩ Tân 112 thăm Auckland, New Zealand (ngày 7 tháng 10 năm 2007)

Cuối những năm 1980, hạm đội tàu chiến của Hải quân Trung Quốc bắt đầu trở nên lạc hậu, không còn đáp ứng được các yêu cầu của chiến tranh hải quân hiện đại. Trong khi đó, các nước lớn trên thế giới đã cho ra đời các thế hệ tàu khu trục mới với khả năng tác chiến vô cùng mạnh mẽ.
Trước tình hình đó, giới lãnh đạo quân sự Trung Quốc đã hạ quyết tâm phát triển một thế hệ tàu khu trục mới có thể đáp ứng được những yêu cầu của chiến tranh hiện đại nhằm sánh vai cùng các nước lớn trên thế giới.
Cụ thể hóa cho tham vọng này, cuối những năm 1980, Trung Quốc đã bắt tay triển khai chương trình tàu khu trục đa chức năng mang tên lửa điều khiển Type 052 lớp Lữ Hộ. Chương trình được phát triển bởi Viện đóng tàu số 701 ở Thượng Hải và Nhà máy đóng tàu Giang Nam được giao trách nhiệm thực hiện dự án này. Kỹ sư trưởng của dự án là viện sĩ Pan Jingfu (潘 镜 芙)
Đây là lần đầu tiên Trung Quốc tiến hành đóng mới một loại tàu tham chiến mặt nước đa chức năng tiếp cận các tiêu chuẩn hiện đại, một cải tiến đáng kể so với lớp Luda trước đó. Tàu được thiết kế với khả năng tấn công phòng thủ, chống ngầm toàn diện. Đây cũng là lần đầu tiên một tàu chiến Trung Quốc trang bị vũ khí, các loại cảm biến tinh vi của phương Tây. Lớp Lữ Hộ đã sử dụng rộng rãi các công nghệ nước ngoài mà CHND Trung Hoa có thể tiếp cận trước Sự kiện biểu tình và thảm sát tại Quảng trường Thiên An Môn năm 1989. Bao gồm các radar do Pháp sản xuất và hệ thống điều khiển hỏa lực và động cơ tuabin khí General Electric LM2500 của Mỹ. Type 052 trở thành khu trục hạm đầu tiên của Trung Quốc sử dụng động cơ tuabin khí, và cũng là chiếc đầu tiên được trang bị hệ thống tác chiến tích hợp.
Chiếc đầu tiên thuộc lớp này mang số hiệu 112 Cáp Nhĩ Tân được khởi đóng vào năm 1986, nhưng sau đó bị trì hoãn do nhà máy Giang Nam ưu tiên đóng mới các tàu chiến xuất khẩu theo đơn đặt hàng của Hải quân Thái Lan. Cáp Nhĩ Tân được hạ thủy vào năm 1991. Ngay sau khi được biên chế hoạt động ở Hạm đội Bắc Hải vào năm 1994, tàu này nhanh chóng trở thành soái hạm của hạm đội mạnh nhất Hải quân Trung Quốc khi đó.
Chiếc thứ hai mang số hiệu 113 Thanh Đảo được đưa vào trang bị năm 1997 cũng biên chế thuộc Hạm đội Bắc Hải. Tàu 112 Cáp Nhĩ Tân cùng với hai tàu khu trục khác đã có một chuyến đi lịch sử đến cảng San Diego, California, Liên bang Mỹ ngày 21 tháng 03 năm 1997 như là một sự quảng bá thành tựu và sự lớn mạnh của Hải quân Trung Quốc.
Tàu có chiều dài 142,6m , rộng 15,3m, mớn nước 5m , tải trọng 4.200 tấn tiêu chuẩn, 5.700 tấn đầy tải. Để vận hành con tàu cần có đội thủy thủ đoàn khoảng 260 người, trên các tàu khu trục lớp Type 052 có không dưới 40 sĩ quan chỉ huy cấp cao điều hành các bộ phận.

## Danh sách
| Số hiệu | Tên                  | Nơi đóng                   | Hạ thủy    | Đưa vào hoạt động | Đơn vị          |
| ------- | -------------------- | -------------------------- | ---------- | ----------------- | --------------- |
| 112     | 哈尔滨 / Cáp Nhĩ Tân | Nhà máy đóng tàu Giang Nam | 28/08/1991 | 08/05/1994        | Hạm đội Bắc Hải |
| 113     | 青岛 / Thanh Đảo     | Nhà máy đóng tàu Giang Nam | 18/10/1993 | 28/05/1996        | Hạm đội Bắc Hải |

## Hệ thống vũ khí

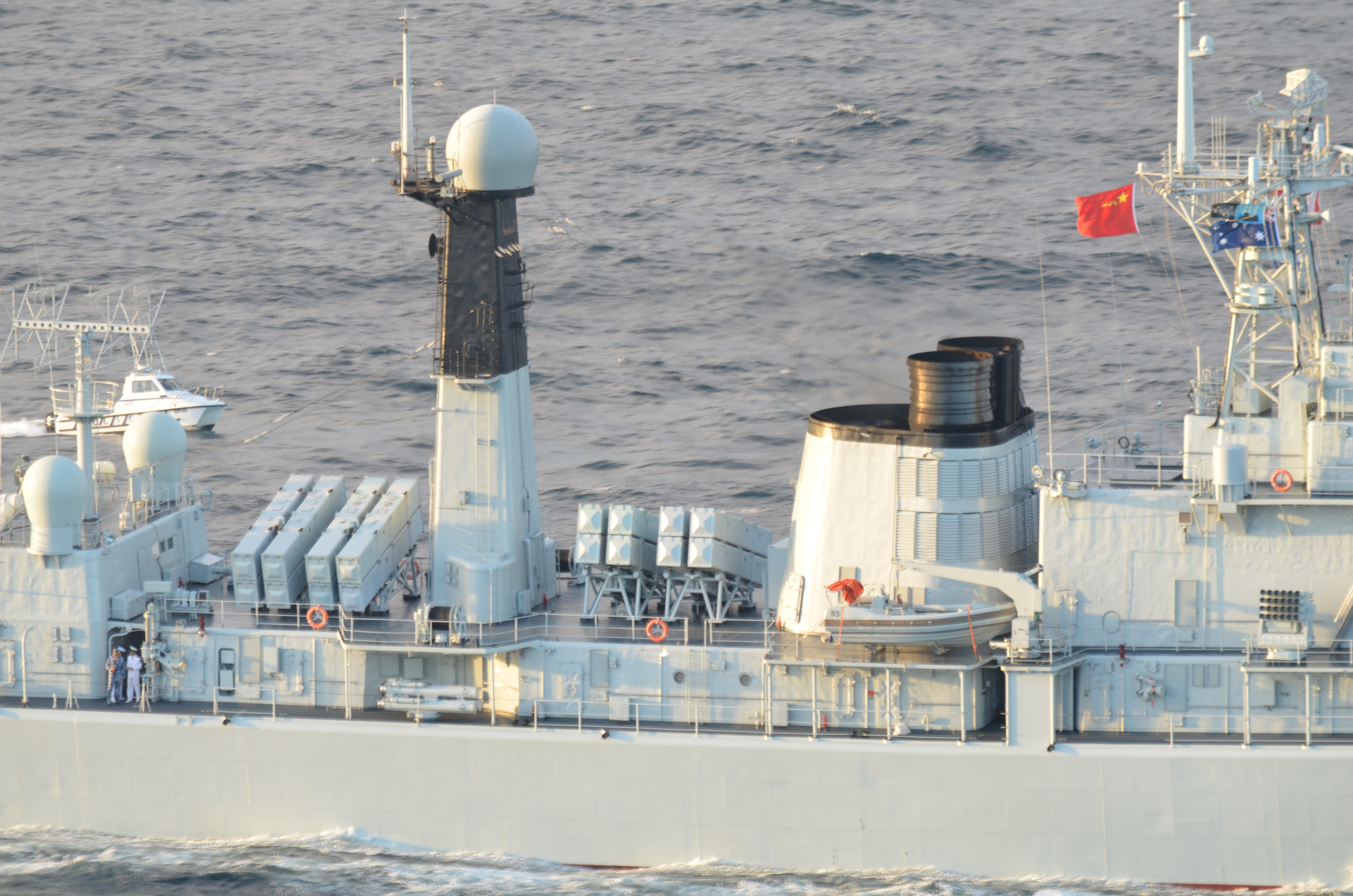
YJ-83

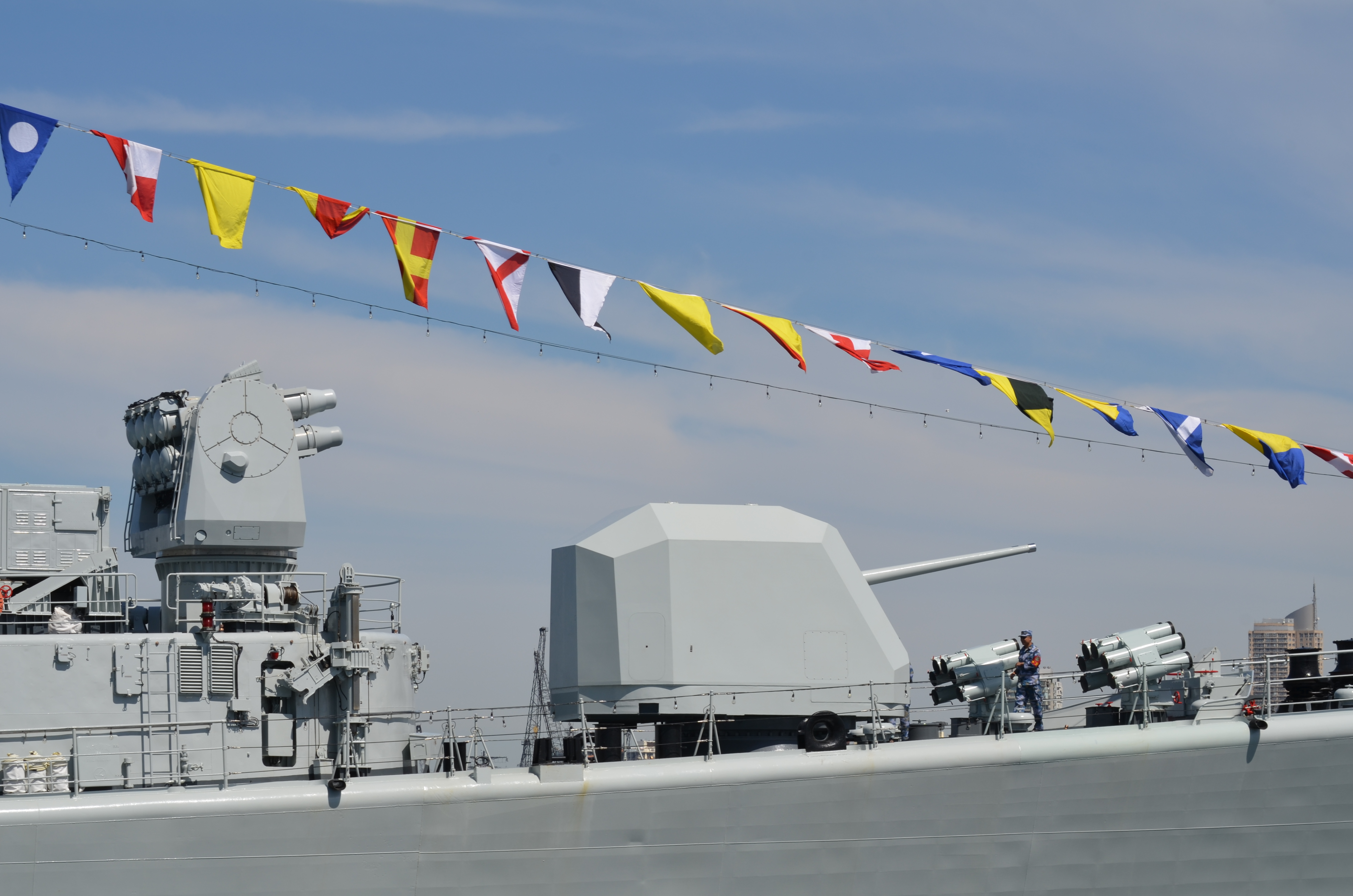
HQ-7 và PJ33A

Type 052 được thiết theo công nghệ những năm 1980 nên hình dáng thủy động lực học của tàu không có gì tiêu biểu. Tàu được thiết kế theo truyền thống Liên Xô và được trang bị dày đặc các hệ thống vũ khí trong khi khả năng tác chiến lại không cao.
Tàu được vũ trang 1 pháo hạm nòng kép Type 79A (PJ-33A) 100mm, tốc độ bắn khoảng 18 viên/phút, với tầm bắn khoảng 22 km. Tàu được trang bị bốn bệ pháo phòng không nòng kép Type 76A 37mm, với hai ở phía trước và hai phía sau đuôi tàu. Pháo có tốc độ bắn khoảng 180 viên/phút, với tầm bắn khoảng 4,5 km chống máy bay. Lần hiện đại hóa năm 2011, bốn bệ pháo Type 76A được thay thế bằng hai hệ thống phòng thủ tầm cực gần Type 730 CIWS được bố trí trên nóc nhà chứa trực thăng.
Hệ thống phòng không, phòng thủ chính của tàu là một bệ phóng tên lửa phòng không HHQ-7, phiên bản hải quân của tổ hợp HQ-7. Với 8 tên lửa sẵn sàng phóng và 16 tên lửa dự phòng, được bố trí phía sau pháo hạm chính. Đây là bản sao của tổ hợp Crolate của Pháp, hệ thống có khả năng tác chiến chống máy bay trong mọi điều kiện thời tiết, với tầm bắn khoảng 8–12 km. Tuy nhiên, hệ thống này có khả năng chống tên lửa diệt hạm rất hạn chế với tầm bắn hiệu quả chỉ khoảng 4–6 km.
Hệ thống tên lửa chống hạm loại YJ-81 (C801A) với 8 tên lửa được bố trí trong các ống phóng giữa thân tàu. YJ-81 là một tên lửa chống hạm sao chép loại Exocet của Pháp. Loại tên lửa này chỉ có tầm bắn khoảng 42 km. Lần hiện đại hóa năm 2004, tàu này được tái trang bị bằng loại YJ-83 (C-802) với tầm bắn 120 km, đầu đạn nặng 165 kg.
Về chống ngầm, tàu được trang bị hai ống phóng ngư lôi loại 324mm, sử dụng ngư lôi loại Yu-7 (bản sao của ngư lôi Mk46 của Hải quân Mỹ). Ngư lôi này mang đầu đạn nặng 45 kg với tốc độ khoảng 43 hải lý/h, tầm bắn khoảng 7,3 km. Tàu còn được trang bị một hệ thống rocket chống ngầm loại RBU-1200 của Nga với 12 ống phóng rocket 240mm, tầm bắn 1.200m cơ số 120 quả. Trong lần hiện đại hóa năm 2011, tàu được tái trang bị bằng hệ thống rocket chống ngầm Type 67 6 ống phóng.

## Hệ thống điện tử
Type 052 được trang bị hệ thống điện tử tích hợp nhiều nguồn khác nhau gây ra sự không đồng bộ trong vận hành, tàu được tích hợp tới 40 công nghệ khác nhau của nhiều nước. Thủy thủ đoàn phải học thuộc ít nhất 1.000 từ tiếng Anh chuyên ngành để vận hành các thiết bị nhập khẩu. Khi tàu 112 Cáp Nhĩ Tân ghé thăm Mỹ, giới quân sự NATO đã vô cùng ngạc nhiên khi thấy rằng các thiết bị trong phòng điều khiển được dán các nhãn với đủ loại ngôn ngữ, tiếng Anh, Pháp, Italia, Trung Quốc. Một chi tiết khá thú vị là các hệ thống này không được thiết kế để hoạt động cùng với nhau.
Type 052 là tàu tham chiến mặt nước đầu tiên của Trung Quốc được trang bị radar định vị phát hiện mục tiêu trên không/trên biển tầm xa Thomson-CSF TSR 3004 Tiger hoạt động trên băng tầng E/F (lắp đặt cho tàu Cáp Nhĩ Tân 112), Thanh Đảo 113 được trang bị phiên bản Type 360S (SR60) do Trung Quốc sản xuất theo giấy phép. Thomson-CSF TSR 3004 Tiger cho phép phát hiện mục tiêu bay ở cự ly đến 110 km, mục tiêu mặt nước ở cự ly đến 38 km, radar Type 518 Rel 2 Haying (băng tần L) cho giám sát và cảnh báo sớm tầm xa  (được thay thế bằng loại Type 517H Yagi trong chương trình nâng cấp năm 2011),
Ngoài ra, tàu còn được trang bị radar Type 345 MR35 kiểm soát bắn cho tổ hợp tên lửa phòng không HHQ-7, radar Type 344 MR34 (băng tần I) kiểm soát bắn cho tên lửa chống hạm và pháo hạm 100mm, hai hệ thống radar Type 347G (băng tần I) dùng kiểm soát bắn cho pháo phòng không 37mm, radar Type 364 dành cho Type 730 CIWS và hai radar hàng hải Racal Decca RM-1290 hoạt động trên băng tần I.
Tàu được trang bị hai hệ thống định vị thủy âm DUBV-23 (SJD-8/9) gắn trên thân tàu cho nhiệm vụ tìm kiếm và tấn công tàu ngầm, hệ thống định vị thủy âm kéo theo DUBV-43 (ESS-1). Trong tác chiến điện tử, tàu được trang bị các hệ thống Type 984-1 ECM, Type-984-4 ECM, Type 982A ESM và hai hệ thống phóng mồi bẫy Type 946.
Type-052 là tàu tham chiến mặt nước đầu tiên của Trung Quốc được trang bị hệ thống tích hợp dữ liệu chiến đấu. Hệ thống dữ liệu chiến đấu của 112 Cáp Nhĩ Tân là ZKJ-3(ZKJ-III) . ZKJ-3 được phát triển dựa trên phiên bản xuất khẩu của hệ thống IPN-10 do Alenia Marconi Systems (nay Selex Sistemi Integrati) sản xuất, SADOC 2, (SADOC = systema dirizione della Operazioni di combattimento). SADOC 2 được bán Ý cho Trung Quốc vào năm 1985. Hệ thống dữ liệu chiến đấu của 113 Thanh Đảo là ZKJ-4. Đây là bản sao của hệ thống dữ liệu chiến đấu Thomson-CSF TAVITAC của Pháp, hệ thống này đã được Pháp bán cho Trung Quốc vào năm 1985. Các hệ thống dữ liệu chiến đấu này sau đó đã được thay thế bằng dòng ZKJ-4A/B hiện đại hơn do Trung Quốc tự sản xuất trong nước trong quá trình nâng cấp. Kinh nghiệm thu được trong việc vận hành các hệ thống của nước ngoài đã giúp cho sự phát triển sau này các hệ thống tương tự của Trung Quốc.
Các máy tính trung tâm tính toán, đánh giá dữ liệu về mục tiêu và phân bố đến các hệ thống vũ khí. Hệ thống có khả năng tìm kiếm và theo dõi nhiều mục tiêu, đánh giá mục tiêu nguy hiểm, tự động phân bổ vũ khí cho mục tiêu. Các hệ thống phụ trợ bao gồm hai bộ theo dõi quang điện OFD-630 630 (GDG-775), hệ thống liên lạc vệ tinh SNTI-240 (Satcom) và hệ thống liên kết dữ liệu HN-900 (tương đương với Link 11 A/B của NATO).

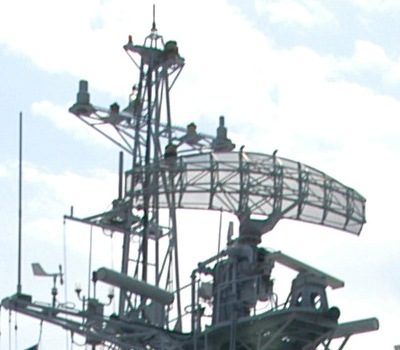
Radar định vị phát hiện mục tiêu trên không/trên biển tầm xa Type 360S (SR60).
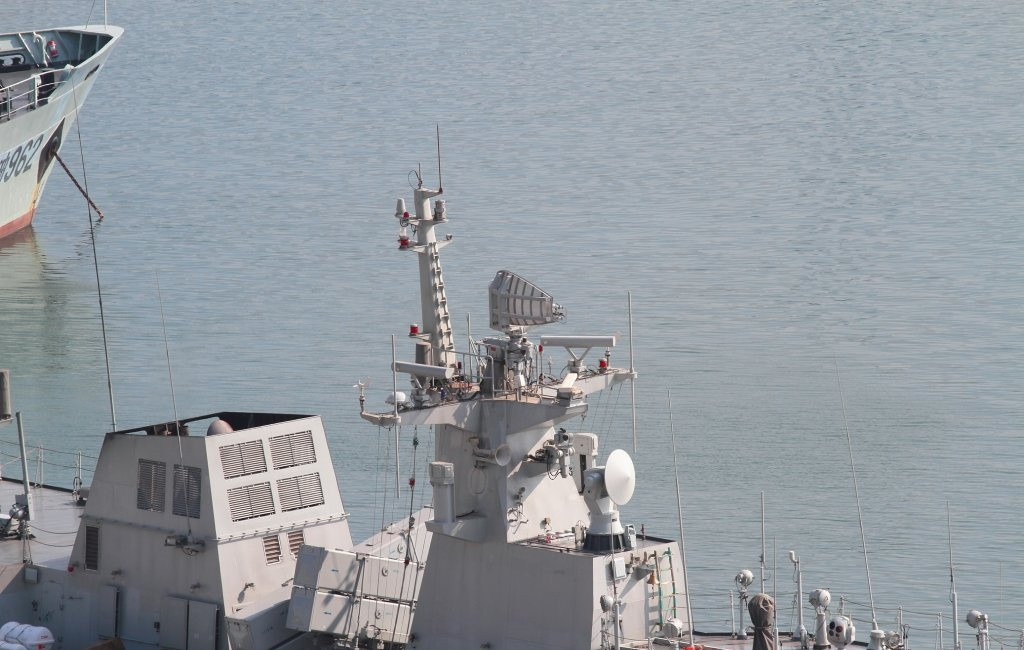
Radar Type 364.
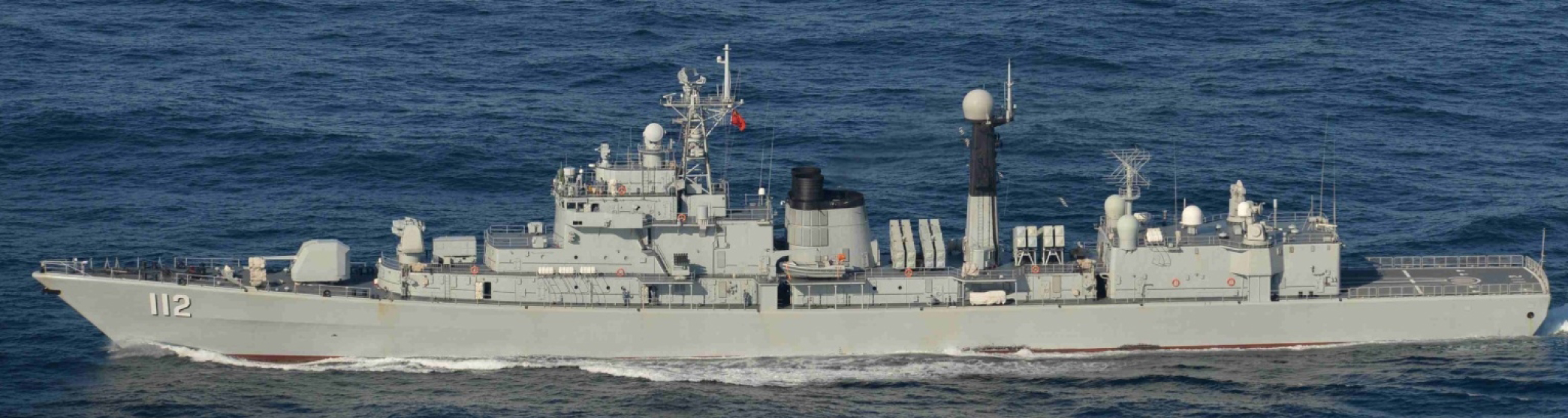
Tàu Cáp Nhĩ Tân 112 sau chương trình hiện đại hóa năm 2011

## Trực thăng chống ngầm
Đuôi tàu có sàn đáp và nhà chứa cho phép mang theo 2 trực thăng chống ngầm Z9C Harbin trong các chuyến hải trình. Bên trong nhà chứa trực thăng được bố trí các khu vực kỹ thuật liên quan như khoang bảo dưỡng, kho đạn và linh kiện dự trữ. Ngoài ra, Type 052 còn được tích hợp hệ thống hỗ trợ cất/hạ cánh Safecopter.
Trực thăng Z-9C được Nhà máy Cáp Nhĩ Tân nghiên cứu chế tạo trên cơ sở trực thăng Z-9B, sao chép từ thiết kế Dauphin AS365N của hãng Eurocopter Pháp. Trực thăng Z-9C được trang bị một bộ radar tìm kiếm KLC-1 hoạt động trên băng tần X, khoảng cách tìm kiếm tối đa đối với mục tiêu như tàu cao tốc là 92 km, với tàu hộ vệ là 188 km. Ngoài ra, radar này có thể dẫn đường cho tên lửa hành trình chống hạm.
Trong tác chiến chống ngầm, Z-9C trang bị hệ thống định vị thủy âm Type 605 (sao chép từ loại AN/AQS-13 của Mỹ), mang được 12 phao âm bị động và 4 phao âm chủ động. Tốc độ bay của trực thăng đạt 120 km/giờ, khoảng cách thu tín hiệu định vị thủy âm tối đa là 10 km.
Về trang bị vũ khí, Z-9C mang được ngư lôi hạng nhẹ tầm ngắn Yu-7 và tên lửa chống hạm TL-10B do Tập đoàn Hồng Đô nghiên cứu chế tạo. Ngư lôi chống ngầm Yu-7 có tầm phóng 7,3 km, trang bị đầu tự dẫn định vị thủy âm bị động và chủ động. Tên lửa TL-10B trang bị đầu dẫn radar chủ động, tầm phóng 15 km, trọng lượng đầu đạn 30 kg. Mỗi trực thăng Z-9C có thể mang được 2 tên lửa TL-10B.
Z-9C được trang bị 2 động cơ tuabin trục Zhuzhou Aeroengine Factory WZ-8A công suất 739 kW, bình nhiên liệu chứa được tới 1.140 lít trong thân và 400 lít nhiên liệu trong bình nhiên liệu phụ.

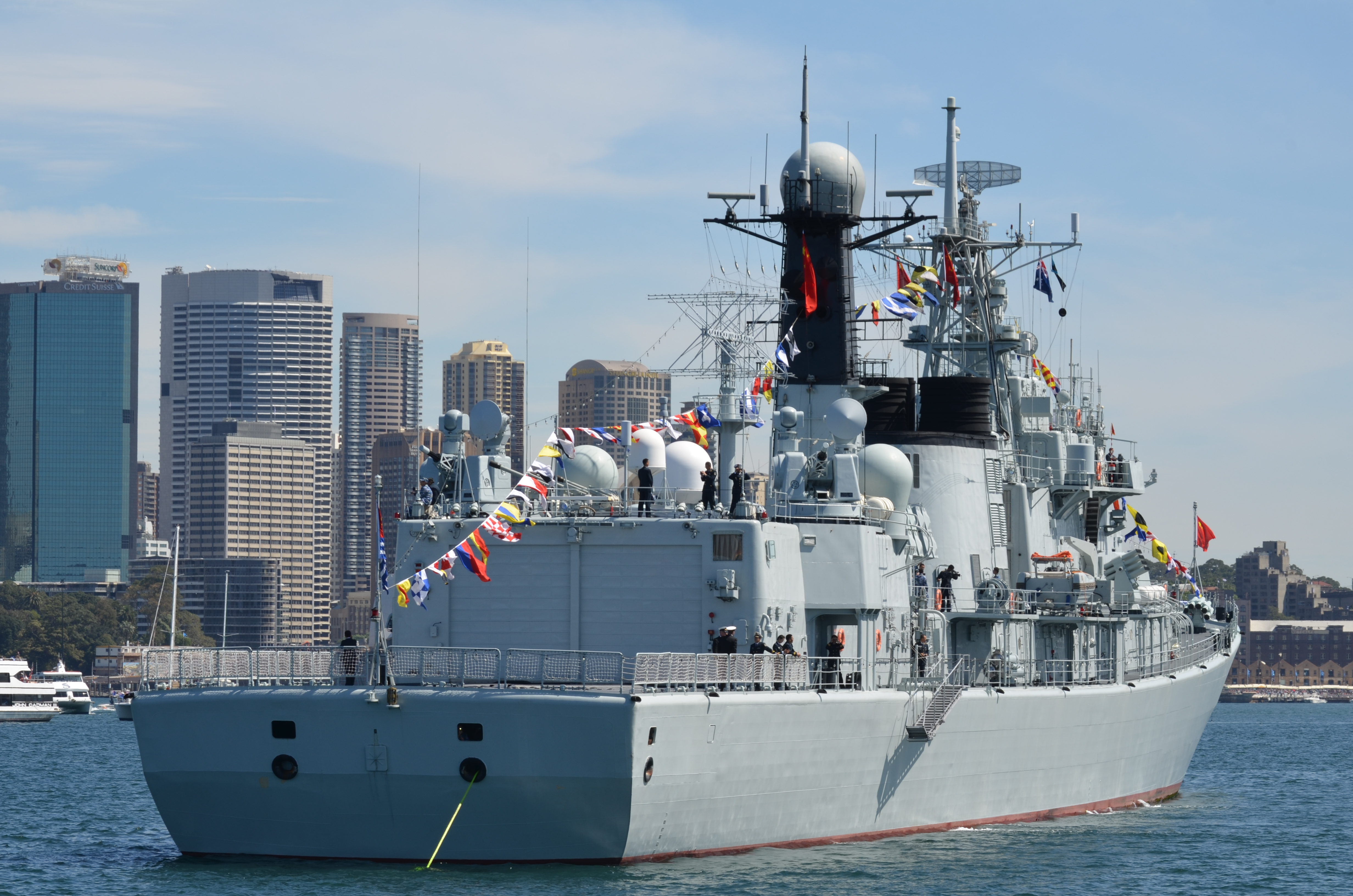
Sàn đáp và nhà chứa trực thăng của tàu Thanh Đảo 113.
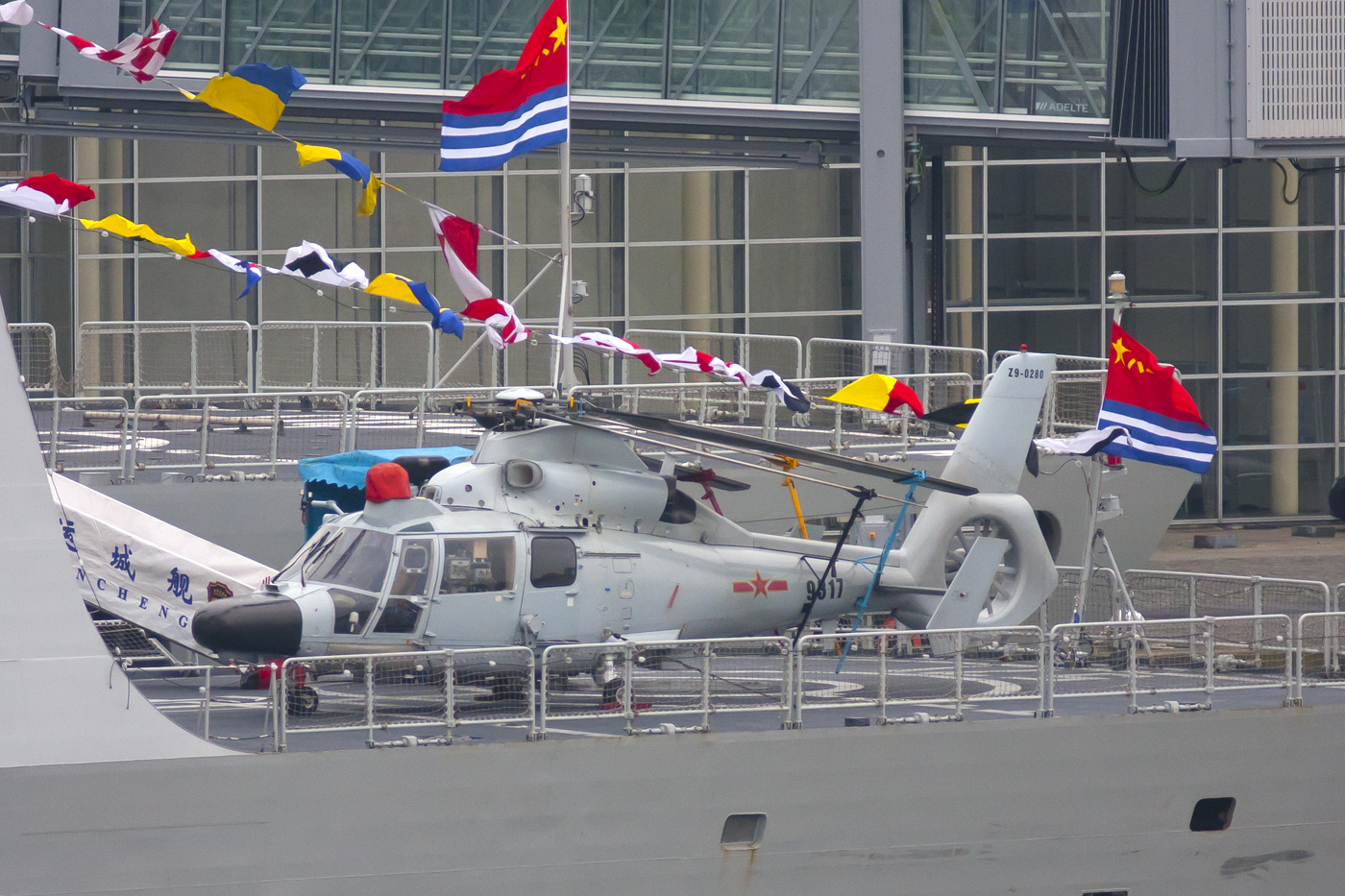
Trực thăng chống ngầm Z9C.

## Hệ thống động lực

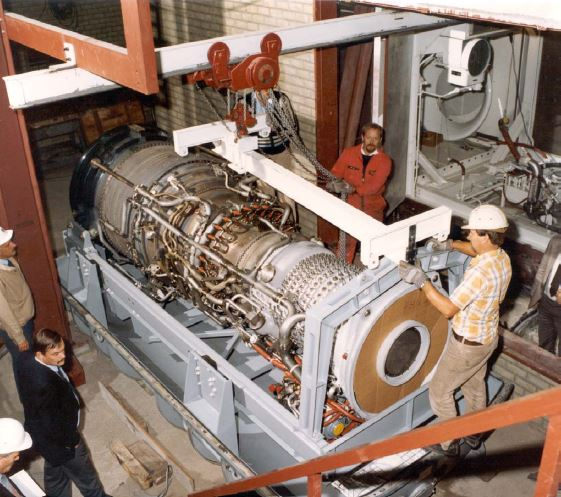
Động cơ tuabin khí General Electric LM2500

Trong hệ thống động lực chính của tàu, thành phần động cơ diesel trên cả 2 tàu là các động cơ diesel Đức MTU 12V 1163TB83 do Trung Quốc sản xuất theo giấy phép, có tổng công suất 8.840 mã lực. Về động cơ tuabin khí: Cáp Nhĩ Tân 112 trang bị động cơ Mỹ General Electric LM2500 công suất 55.000 mã lực Trung Quốc mua thông qua Thái Lan để tránh cấm vận, Thanh Đảo 113 dùng động cơ GT25000 công suất 48.600 mã lực do Ukraine sản xuất. 4 động cơ của tàu có khả năng chuyển từ trạng thái nguội sang trạng thái công suất cực đại trong vòng 15 phút. Ngoài ra, tàu còn được lắp đặt bộ tản nhiệt tiên tiến giúp giảm đối đa bức xạ hồng ngoại khi hoạt động, nâng cao khả năng tránh các biện pháp dò tìm bằng hồng ngoại của đối phương. Hệ thống động lực này giúp tàu đạt tốc độ tối đa đạt 32 hải lý/h (56 km/h) phạm vi hoạt động 5.000 hải lý, tốc độ hành trình 18 hải lý/h, tàu có khả năng hoạt động liên tục 50 ngày trên biển.